# Spielnotation
Als Spielnotation bezeichnet man Aufzeichnungsmethoden für Gesellschaftsspiele durch Zeichen, Wörter oder beschreibende Sätze. Mit ihnen kann eine Spielpartie möglichst vollständig nachvollzogen werden. Insbesondere bei wettkampfmäßigen strategischen Brettspielen sind Spielnotationen weit verbreitet. Sie werden dort, insbesondere seit dem Aufkommen von Computerdatenbanken zur Vor- und Nachbereitung genutzt.

## Beschreibung
Spielnotationen haben sich insbesondere bei weit verbreiteten Denksportspielen, wie Go, Schach oder Dame entwickelt. Hierbei wird jeder Zug mit einer eindeutigen Position sowie bei Schach mit der Figur bezeichnet. Grundsätzlich unterscheidet man zwei eng verwandte Arten von Spielnotationen. Zum einen die Partienotation, bei welcher der Spielverlauf nachvollzogen werden kann. Zum anderen die Stellungsnotation, bei welcher ein bestimmter Spielstand beschrieben wird.

## Aufzeichnung
Es gibt mehrere Arten, wer eine Partie aufzeichnet. Im Schachsport ist es üblich, dass bei langer Bedenkzeit die Spieler selbst ihre Partien notieren. Sollten sie in Zeitnot geraten, so übernimmt dies der Schiedsrichter. Im Go-Sport dagegen übernimmt diese Aufgabe fast immer ein Schiedsrichter oder ein anderer Spieler. Mittlerweile wurden auch elektronische Aufzeichnungsgeräte entwickelt, bei denen die Züge, sowie mit entsprechend digitaler Schachuhr auch die Zeit in eine Computerdatei übertragen wird. Bei Computerspielen wird dies direkt als Datei ausgegeben.

## Notationsvarianten

### Rechteckiger Spielplan
Insbesondere in westlichen Ländern, ist die Notation auf dem Schachbrett und ähnlichen Spielbrettern am weitesten verbreitet. Die Notationen werden einer Matrix entsprechend gestaltet. Hierbei werden vom weißen Spieler aus gesehen von links nach rechts die Spalten von A bis H (Schach), J (10-Felder Dame) oder T (Go) bezeichnet. Die Reihen entsprechend von unten nach oben von 1 bis 8, 10 bzw. 19 durchnummeriert. Ein Feld wird als Kombination aus Buchstabe und Zahl, entsprechend seiner Koordinate bezeichnet. Züge werden hierbei so notiert, dass das Beginn und das Zielfeld angegeben wird, in eindeutigen Fällen lediglich das Zielfeld.
Bei Spielen mit sich unterschiedlich bewegenden Spielsteinen, wie etwa Schach, wird zur besseren Lesbarkeit noch eine Kurzbezeichnung für die Spielfigur hinzugefügt. Bei Setzspielen wie Go gibt es daneben eine weitere Notationsmöglichkeit, das Kifu, das weiter unten beschrieben wird.

### Vieleckiger Spielplan

Mühlespiel mit Koordinaten

Neben rechteckigen Spielbrettern wird die Matrixnotation in abgewandelter Form auch für weitere Spielbretter adaptiert.
- Beim Mühlespiel werden die Knotenpunkte des Mühle-Brett als 7x7-Schachbrett aufgefasst und die Spalten von a bis g und die Reihen von 1 bis 7 entsprechend den oben genannten Spielen benannt. Es fehlen hierbei entsprechend 25 der 49 möglichen Kombinationen. Daneben gibt es hier auch an die Uhrzeit angelehnte Notationen (Mühle24 und Uhr-Notation), bei der die Felder im Uhrzeigersinn von 1 bis 8 durchnummeriert werden und die Ringe mit "Außen", "Mitte" und "Innen" bezeichnet werden.[2]

- Bei Abalone, das auf einem hexagonalen Feld gespielt wird, erfolgt die Notation ähnlich dem Schachspiel. Hier sind die Linien jedoch nicht rechtwinklig zueinander, sondern schneiden sich im 60°-Winkel zueinander. Die Reihen laufen parallel zur weißen Grundlinie horizontal und werden von dort bis zur schwarzen Grundlinie von A bis I bezeichnet. Die Spalten laufen von rechts unten nach links oben. Diese werden beginnend mit der vom weißen Spieler aus gesehen linken Seite von 1 bis 9 durchnummeriert. Durch den hexagonalen Aufbau des Spielbretts sind Reihen und Spalten unterschiedlich lang. Diese Größe schwankt bei beiden zwischen 5 und 9.

Die Züge des Spiels werden auf zwei Arten notiert. Werden die Steine in einer Linie gezogen, wird dies als Bewegung des letzten Steins notiert. Werden diese quer zueinander gezogen, wird dies als Bewegung der beiden äußeren Steine notiert. Eine Stellungsnotation erfolgt durch Notation der von Weiß bzw. Schwarz belegten Felder.
```
      I  O O O O O
     H  O O O O O O
    G  · · O O O · ·
   F  · · · · · · · ·
  E  · · · · · · · · ·
   D  · · · · · · · · 9
    C  · · X X X · · 8
     B  X X X X X X 7
      A  X X X X X 6
          1 2 3 4 5

```

Beispiel einer Notation im Programm GNU Backgammon

- Ähnlich wie bei Abalone werden beim Sternhalma die Felder mit den gekreuzten 17x17 Diagonalen bezeichnet. Hierbei beginnt man bei der linken Diagonale die nur aus einem Feld besteht mit a und endet rechts bei q. Dem Startspieler am nächsten liegende Sternspitze wird die 1 zugewiesen. Die im am entferntesten liegende die 17. Auch hier sind die einzelnen Diagonalen und Spalten unterschiedlich lang und es sind nicht alle Kombinationsmöglichkeiten Notationsmöglichkeiten.

### Rundlauf-Spiele
- Die Spielzüge bei Backgammon werden so notiert, dass für jeden Spieler die Zählung rückwärts geht. Feld 24 des einen Spielers ist also Feld 1 des anderen, Feld 23 ist Feld 2, Feld 22 ist Feld 3 usw. Ein Stein auf der Bar wird als „Bar“ oder Feld 25 notiert, herausgenommene Steine sind „im Off“ oder auf Feld 0. Wird ein gegnerischer Stein geschlagen, so wird dies mit einem „*“ notiert. Wenn bei einem Pasch zwei oder mehr Steine zusammen bewegt werden, schreibt man in Klammern die Anzahl dahinter.

- Ähnlich wie bei Backgammon wird bei Mancala und seinen Varianten die Spielpartie notiert. Hierbei werden die eigenen sechs Schalen von links nach rechts durchnummeriert. Es wird jeweils die Schale notiert, aus der die Steine entfernt hat. Da diese Steine dann in die benachbarten Schalen abgelegt werden, ist dadurch der Zug vollständig notiert. Eine Stellungsnotation erfolgt dadurch, dass die Schalen, inklusive beider Gewinnschalten, mit den darin enthaltenen Steinen notiert werden.

### Setzspiele

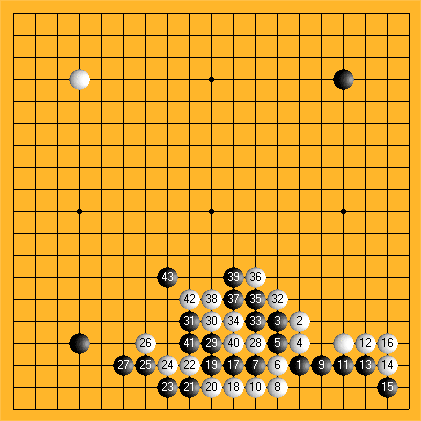
Partie Wang Jixin gegen Yushan Laoyu (Tang-Dynastie) in einem Kifu notiert.

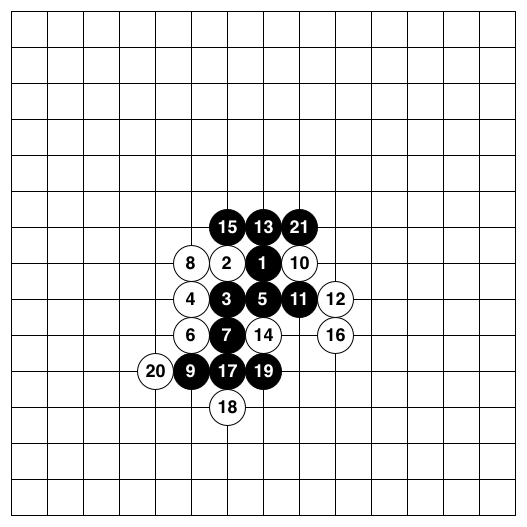
Züge 1–21 eines Gomokuspiels

Für das in Asien besonders populäre Go entwickelte sich eine eigenständige Notationsform, das Kifu. Hierbei handelt es sich um eine Zwitter aus Partie- und Stellungsnotation. Da es sich bei Go um ein Setzspiel handelt, reicht es lediglich aus auf einem Abbild des Spielbretts die entsprechende Zuganzahl in das Feld einzutragen um sowohl die gesamte Partie, als auch die Endstellung zu notieren.
Dieses System kann prinzipiell für alle Setzspiele wie etwa Gomoku, Vier gewinnt, Raummühle oder Tic-Tac-Toe adaptiert werden. Neben den Partienotationsmöglichkeiten, bei denen jeweils die Zeilen/Spalten des Zuges notiert werden bzw. bei Vier Gewinnt nur die Spalten, kann auch hier das Kifu-Prinzip angewandt werden, bei dem nur die Endstellung erscheint und jeder Stein mit seiner Zugnummer gekennzeichnet worden ist. Eine Besonderheit ergibt sich bei Raummühle und dessen verwandten Spielen wie 3-D-Tic-Tac-Toe durch die Dreidimensionalität. Diese wird in der Notation dadurch wiedergegeben, dass das nxn Grundraster Spaltenweise noch einmal in n Teile unterteilt ist und zur besseren optischen Erkennbarkeit grafisch hervorgehoben ist.

### Zauberwürfel

Grafische Notationsform für den Zauberwürfel

Besondere Anforderungen an die Spielnotation stellt der Zauberwürfel als dreidimensionales Spielgerät dar. Hierbei haben sich im Laufe der Jahre zwei grundsätzliche Möglichkeiten etabliert, die Lösungen aufzuzeichnen. Eine grafische Notation und eine Buchstaben-Notation.
Die grafischen Notationsformen verwenden entweder dreidimensionale Würfeldarstellungen oder eine 3×3-Aufsicht der Vorderseite mit Pfeilen, die die Drehung der Würfelflächen wiedergeben. Letztere Möglichkeiten haben den Nachteil, dass Operationen der (von vorne gesehen) mittleren und hinteren Würfelebene nur schwer darstellbar sind, z. B. durch eine zusätzliche Abwicklung der Oberseite. Ein Vorteil dieser Notation ist allerdings, dass sie Drehungen der anderen Mittelebenen als Einzelzüge dargestellt werden kann.
| Abkürzung | Abkürzung | Seite                                                         |
| --------- | --------- | ------------------------------------------------------------- |
| dt.       | engl.     |                                                               |
| V         | F(ront)   | vorne                                                         |
| H         | B(ack)    | hinten                                                        |
| R         | R(ight)   | rechts                                                        |
| L         | L(eft)    | links                                                         |
| O         | U(p)      | oben                                                          |
| U         | D(own)    | unten                                                         |
| x         | x         | Drehung des ganzen Würfels beim Betrachten der rechten Seite  |
| y         | y         | Drehung des ganzen Würfels beim Betrachten der oberen Seite   |
| z         | z         | Drehung des ganzen Würfels beim Betrachten der vorderen Seite |

Bei der Buchstabennotation wird jeder Zugkombinationen für den Würfel ein Buchstabe zugeordnet.
Ein Buchstabe bedeutet dabei stets eine Drehung um 90° im Uhrzeigersinn, ein ' oder −1 gegen den Uhrzeigersinn relativ zur gerade betrachteten Seite. So ist beispielsweise die Drehung der Unterseite um 90° im Uhrzeigersinn (D) genau entgegengesetzt zur Drehung der Oberseite um 90° im Uhrzeigersinn (U). Klein geschriebene Buchstaben, die sich auf Seiten beziehen, bedeuten die Drehung von zwei Ebenen von der entsprechenden Seite aus betrachtet; für r z. B. die rechte und dazu parallele mittlere Ebene.
Beispiel: Die folgende Kombination kippt zwei Kantensteine und lässt alle übrigen unverändert:
K1 = B' R2 B2 R B' R' B' R2 F D B D' F'
Dabei bedeutet B' eine Drehung der hinteren Seite um 90° gegen den Uhrzeigersinn, R2 eine Drehung der rechten Seite um 180° und R eine Drehung der rechten Seite um 90° im Uhrzeigersinn.

### Kartenspiele
Bei Kartenspielen wird die Notation in der Regel so getätigt, dass die Spielkarten auf der Hand in Form einer Stellungsnotation aufgezeichnet werden und die Würfe entsprechend einer Partienotation notiert werden.

### Autorenspiele
Eine besondere Herausforderung an Notationssysteme stellen Autorenspiele dar. Aufgrund des im Vergleich zu den klassischen Strategiespielen vielfältigen Zugmöglichkeiten müssen hier Spielaufzeichnungen deutlich umfangreicher sein.

## Fernpartie

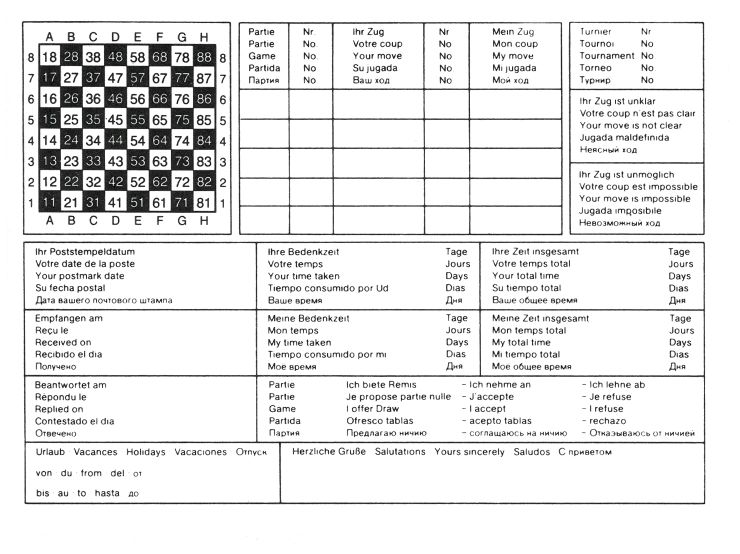
Internationale Fernschachkarte

Eine besondere Variante von Spielen basiert auf der Möglichkeit der Notation. Die sogenannte Fernpartie. Die Fernpartie basiert darauf, dass die räumlich getrennten Mitspieler sich jeweils ihre Spielzüge per Brief, Postkarte, Telefon oder E-Mail zusenden. Anschließend bekommen sie auf gleichem Weg die Antwort ihres Gegenspielers mitgeteilt. Durch die lange Dauer zwischen den Zügen die mehrere Tage dauern kann, wird eine deutlich tiefere Spielanalyse erreicht, als bei Präsenzpartien mit teilweise nur wenigen Minuten Bedenkzeit. Auch wird in Fernpartien mittlerweile stark die Analysefähigkeit von Computern eingesetzt, was in direkten Duellen absolut untersagt wäre.
Eine in den letzten Jahren besonders populär gewordene Art von Fernpartien sind Onlinespiele. Diese unterscheiden sich jedoch in zwei Punkten von den oben genannten klassischen Spielarten. Zum einen findet die Übertragung sehr viel schneller statt, als beispielsweise per Post. Somit gleicht sich die Bedenkzeit denen des Spiels vor Ort an. Zum anderen findet die Übertragung der Züge per Internet lediglich in computerlesbarer Form statt und wird durch ein Spielprogramm in von Menschen interpretierbare Form, etwa in die Simulation einer konkreten Spielsituation auf einem Brett, umgesetzt.
Insbesondere im Schach haben Fernpartien eine lange Tradition als Fernschach. In dieser Disziplin werden bereits seit 1804 Wettkämpfe gegeneinander ausgetragen. Der Weltverband International Correspondence Chess Federation, 1924 gegründet, trägt seit 1947 Weltmeisterschaften aus, die in der Vergangenheit durch die lange Übertragungsdauer per Post bis zu 5 Jahre dauerten. Heutzutage wird diese abwechselnd als traditionelles Post-Turnier und als E-Mail-Turnier ausgetragen.

## Bedeutung
Insbesondere im professionell turniermäßig betriebenen Denksport nehmen Datenbanken von Spielnotationen einen hohen Stellenwert ein. Sie dienen hier zum einen der Analyse von bereits gespielten Partien. Ebenso dienen sie dazu, ein bevorstehendes Spiel vorzubereiten. So werden die Stärken und Schwächen eines Gegners und dessen Spielstil analysiert, um daraus Gegenstrategien entwickeln zu können.
Im Schachsport wird dies seit der Gründung des Schachinformator 1966 mit besonderer Intensität betrieben. Seit den 1980er Jahren wurde dies durch das Aufkommen der Schachdatenbanken und des Computerschach weiter intensiviert. So ist es heute gängige Praxis, dass sämtliche Turnierpartien von Spitzenschachspielern in Datenbanken verfügbar sind. So enthält die größte kommerziell verfügbare Schachdatenbank „Chessbase“ mehrere Millionen Partien.

## Dateiformate
Im Laufe der Jahre haben sich verschiedene Dateiformate zur Spielnotation entwickelt. Standarddateiformat im Schach ist die Portable Game Notation. Im Go-Bereich wird das flexibler einsetzbare Smart Game Format eingesetzt, das neben Schach und Go auch weitere Spiele darstellen kann. Daneben existieren mit der Forsyth-Edwards-Notation, dem GBR-Code und anderen noch weitere Dateiformate zur Spielnotation. Für das Bridge-Kartenspiel wurden verschiedene Dateiformate wie etwa die Portable Bridge Notation entwickelt.